# 林树森
林树森（1946年12月—），男，广东汕头人，中华人民共和国官员。1970年8月，毕业于广东工学院；1981年12月加入中国共产党。是中共第十六屆候補中央委員，第十七屆中央委員。曾任中共贵州省委副书记、贵州省人民政府省長，中共广州市委书记、市长等职。2014年，在担任第十二届全国政协常委期间，受聘为中山大学地理科学与规划学院兼职教授。

## 生平
1965年9月，林树森进入广东工学院土木建筑工程系工业与民用建筑工程专业学习。1970年8月毕业后，被分配到广东省和平县纤维厂任技术员；后进入县政府任职，曾官至和平县人大常委会副主任。1984年8月，调任惠州市(县级市)副市长；后历任惠阳地区经委副主任、地区行政公署副专员、惠州市(地级市)副市长等职。1992年，进入广东省人民政府，先后出任省政府副秘书长、省计委主任。
1996年8月，林树森出任中共广州市委副书记、副市长、代市长。此后，林树森在广州工作十年；历任广州市市长，中共广东省委常委、广州市委书记、广州市人大常委会主任等职。
2006年6月，60岁的林树森调升中共贵州省委省委委员、常委、副书记。同年7月，被任命为贵州省代省长；并在2007年1月召开的貴州省第十屆人大五次會議上，正式出任貴州省省長。2010年8月，和省委书记石宗源一同离任；当年10月，被增补为全国政协委员、港澳台侨委员会副主任。2013年3月，当选第十二届全国政协常务委员。

## 政績
林树森出任广州市市长、中共广州市委书记之时，先後敲定广州新白云机场及廣州南沙开发区等重要項目，為广州长远发展奠立基础。
另外一个被媒体广为报道的政绩是，在林主持广州期间，广州的房价相对于上海、北京、深圳等中国一线超级城市来说，显得相当理性，坊间传言他被广州本地的房产商所“記恨”。
林树森调任贵州省省长后，大力推动贵广客运专线建设，2014年贵广高铁通车后贵阳到广州由22个小时缩短为4个小时，贵广高铁成为整个大西南地区沟通珠三角地区最重要的干线。